# István Hiller
István Hiller (ur. 7 maja 1964 w Sopronie) – węgierski polityk, historyk i nauczyciel akademicki, parlamentarzysta, minister kultury w latach 2003–2005, minister edukacji i kultury od 2006 do 2010, w latach 2004–2007 przewodniczący Węgierskiej Partii Socjalistycznej (MSZP).

## Życiorys
W 1988 István Hiller ukończył historię i filologię klasyczną na Uniwersytecie im. Loránda Eötvösa w Budapeszcie (ELTE). W latach 1987–1988 studiował na Uniwersytecie w Heidelbergu w Niemczech. Doktoryzował się w 1990, od 1994 do 2001 był wykładowcą, a następnie do 2002 profesorem na wydziale historii średniowiecznej i nowożytnej Węgier na ELTE. W 1995 i 1997 był również pracownikiem naukowym na Uniwersytecie Wiedeńskim.
W 1989 należał do założycieli Węgierskiej Partii Socjalistycznej (MSZP). W latach 2002–2004 pełnił funkcję wiceprzewodniczącego MSZP, a od 16 października 2004 do 24 lutego 2007 był przewodniczącym tego ugrupowania.
W 2002 po raz pierwszy zasiadł w Zgromadzeniu Narodowym. Z powodzeniem ubiegał się o reelekcję w wyborach w 2006, 2010, 2014, 2018 i 2022.
Od maja 2002 do maja 2003 był sekretarzem stanu w Ministerstwie Edukacji. Od maja 2003 do 14 lutego 2005 zajmował stanowisko ministra kultury w gabinetach, którymi kierowali premierzy Péter Medgyessy i Ferenc Gyurcsány. W czerwcu 2006 został mianowany ministrem edukacji i kultury w drugim rządzie, który utworzył Ferenc Gyurcsány. Stanowisko to powierzył mu również Gordon Bajnai w gabinecie działającym od kwietnia 2009 do maja 2010. W maju 2014 objął funkcję wiceprzewodniczącego węgierskiego parlamentu.
Jest żonaty, ma dwóch synów.